# 미호종개
미호종개는 잉어목 미꾸리과의 물고기이다. 천연기념물과 멸종위기 야생생물Ⅰ급으로 지정되어 보호받고 있다. 미호종개처럼 종개로 이름이 끝나는 민물고기에는 참종개, 왕종개, 부안종개, 점줄종개, 줄종개, 기름종개가 있다.
1984년 금강의 지류인 미호강에서 발견된 이후로 금강 수계의 여러 하천에서 발견되었다. 그러나 미호천에서는 2000년 이후로는 나타나지 않았고, 그 외의 금강 수계의 하천에서도 5년 동안 6마리가 발견될 정도로 목격이 드물었다. 2006년 순천향대 방인철 교수는 미호천에서 미호종개를 재발견하는가 하면, 이듬해(2007년) 1월 30일에 백곡천에 대량으로 서식하고 있다는 사실을 밝혀냈다. 미호종개는 모래 속에 서식하며 먹이를 먹는다. 하지만 미호종개는 주변에 공장이 많아져서 미호천에도 볼 수 없게 됐다.
2023년 10월 25일, 충청북도 진천군 초평면 화산리 미호강 둔치에서 미호종개가 또 발견되었다.